# アナーバー
アナーバー（英語: Ann Arbor）は、アメリカ合衆国ミシガン州の都市。ワシュテノー郡の郡庁所在地である。人口は12万3851人（2020年）。「アン・アーバー」と表記される場合もある。
アナーバー市は、ミシガン大学本部キャンパスがある学園都市である。また、全世界にチェーン展開している宅配ピザチェーンであるドミノ・ピザ社の本社所在地である。

## 歴史
アナーバーはジョン・アレン及びエリッシャ・ラムジーによって1824年1月に設立された。アナーバーの名前の由来は、彼らの妻の名前がどちらもアン（アン・アレンとメアリ・アン・ラムジー）だったことと、アナーバーに自生するオークの森の木陰が作り出す光と影から、「あずまや」(Arbor)にちなんで Ann Arbor と命名されたと言われている。1827年にワシュテノー郡の郡庁所在地となり、1833年に村となった。
その後、アナーバーは未開発の土地 40 エーカーを州議会議事堂用地としてミシガン州に提供したが、1836年にランシングとの入札に敗れた。1837年にその用地はミシガン大学に売却され、以後ミシガン大学との長い歴史が始まった。
町はミシガン・セントラル鉄道の延伸により1839年に地域の輸送ハブとなり、1851年に市に昇格した。第二次世界大戦中に、アナーバー近郊に位置したフォード・モーター社ウィローラン工場で、 B-24 リベレーター爆撃機の生産が行われたため、アナーバーの人口は、軍人、戦争労働者と彼らの家族の流入で急増した。
20世紀後半に入り、アナーバーの経済は製造業主体からサービスとテクノロジー主体に徐々に変化していき、特に1970年代と1980年代はその変革が早まった。同時にダウンタウンは食料品主体の小売店街から、レストラン、カフェ、バーやクラブ、専門店からなる街へと変化していった。

## 地理
アメリカ合衆国統計局によると、この都市は総面積 71.7 km2(27.7 mi2) である。このうち 70.0 km2(27.0 mi2) が陸地で 1.7 km2(0.7 mi2) が水域である。総面積の 2.42 % が水域となっており、そのほとんどは、ヒューロン川によるものである。アナーバーはデトロイトの西64キロメートルに位置しており、車では州間高速道路94号線（I-94）を通り約 45 分である。アナーバー・チャーター郡区が市の北部及び東部に隣接している。

### 都市の景観
アナーバーは別名「木の町」(Tree Town) と呼ばれるほど、公園や住宅地域には豊富な造林がある。町には居住者数と同じくらい多くの木がある。 5 万本以上の木が通りに沿って植林されており、それと同数が市内の公園にある。市内には近所の小公園から大きな市営公園、大学の公園まで含めて合計147もの公園がある。最も大きなものは、Argo Park、Riverside Park、County Farm Park、Gallup Parkがいずれもヒューロン川流域近くにあり、競技場、散策路、サイクリングコースとプールを有するFuller Recreation Areaが大学病院 (University Hospital) の近くにある。アナーバーとミシガン大学の共同所有であるニコルズ樹木園は、ダウンタウンに近い市の東部にあり、123 エーカーの広さがあって何百種もの植物が生育している。
ケリータウン（Kerrytown Shops）、メインストリート商業地区 (Main Street Business District)、ステートストリート商業地区 (State Street Business District) とサウスユニバーシティー商業地区 (South University Business District) は、ダウンタウン内の商業地区である。ケリータウン以外のダウンタウンより南に位置するこれら 3 つの商業地区は、 I-94 とアナーバー・サリーン通り (Ann Arbor-Saline Road) の交差個所周辺のモール、ブライアーウッド・モールとサウス・インダストリアル通り (South Industrial Hwy) 沿いの地域を含む。その他の商業地としては、東部のアーバーランド・モール (Arborland Mall) と北東部のパッカード通り (Packard Road) 沿い、北東のプリマス通り沿いと西部のウエストゲート・ショッピングセンター（Westgate Shopping Center）及びスタジアム西側地域がある。ダウンタウンには19世紀と20世紀初頭が合わせ混ざった様式の建築物と最新様式のビルディングが混在している。市内商業的地区の大部分の建築物は 2 階から 4 階建てであるが、ダウンタウンとブライアーウッド・モール周辺の地域には、少数ではあるが、高層ビルディングが建てられている。
アナーバーの住宅地域は、古典的な19世紀と20世紀初頭が合わせ混ざった様式から、牧場スタイル (Ranch-style House) の家まで様々である。近代的な様式の家は、ダウンタウン地区から離れた位置に建てられている。ミシガン大学キャンパス周辺には、学生向けの貸家と賃貸アパートがキャンパスを取り囲むように存在している。オールド・ウエストサイド周辺地区の19世紀の建物と街景は、ほとんど当時のままの状態で残されており、1972年に地区はアメリカ合衆国国家歴史登録財に登録され、市条例と非営利団体の活動により保護されている。

## 気候
アナーバーは五大湖によって影響される典型的な中西部の温暖な季節気候を持つ。四季があり、夏は暖かく多湿で、冬は適度な降雪があり寒冷である。晩秋、初冬の時期は五大湖の影響により曇りの多い天候になる。月間平均気温が最高になるのは7月の 83°F (28℃) で、最低になるのは1月の 16°F(−9℃) である。夏の最高気温が 90°F(32℃) を超えるのに対し、冬の最低気温は 0°F(−18℃) 以下まで下がる。月間平均降水量は、2〜4 インチ (44〜92 mm) 程度で夏場に多くなる。気温の最低記録は1994年1月19日に記録された −22.0°F(−30℃) で、最高記録は1934年7月24日に記録された 105°F(40.6℃) である。降雪は通常11月から4月の間見られ、月間降雪量は 1〜10 インチ (3〜25 cm) である。
| アナーバーの気候           | アナーバーの気候 | アナーバーの気候 | アナーバーの気候 | アナーバーの気候 | アナーバーの気候 | アナーバーの気候 | アナーバーの気候 | アナーバーの気候 | アナーバーの気候 | アナーバーの気候 | アナーバーの気候 | アナーバーの気候 | アナーバーの気候 |
| 月                         | 1月              | 2月              | 3月              | 4月              | 5月              | 6月              | 7月              | 8月              | 9月              | 10月             | 11月             | 12月             | 年               |
| -------------------------- | ---------------- | ---------------- | ---------------- | ---------------- | ---------------- | ---------------- | ---------------- | ---------------- | ---------------- | ---------------- | ---------------- | ---------------- | ---------------- |
| 平均最高気温 °C （°F）     | −1 (30)          | 1 (34)           | 7 (45)           | 15 (59)          | 22 (71)          | 27 (80)          | 29 (84)          | 27 (81)          | 23 (74)          | 17 (62)          | 9 (48)           | 2 (35)           | 15 (59)          |
| 平均最低気温 °C （°F）     | −9 (16)          | −8 (18)          | −3 (27)          | 3 (38)           | 9 (49)           | 14 (58)          | 17 (62)          | 16 (61)          | 12 (54)          | 6 (43)           | 1 (33)           | −6 (22)          | 4 (40)           |
| 降水量 cm （inch）         | 4 (1.7)          | 4 (1.7)          | 7 (2.6)          | 8 (3.2)          | 7 (2.9)          | 9 (3.5)          | 8 (3)            | 9 (3.4)          | 8 (3.1)          | 6 (2.2)          | 7 (2.8)          | 7 (2.8)          | 83 (32.8)        |
| 出典：Weatherbase Feb 2007 |                  |                  |                  |                  |                  |                  |                  |                  |                  |                  |                  |                  |                  |

## 人口動静

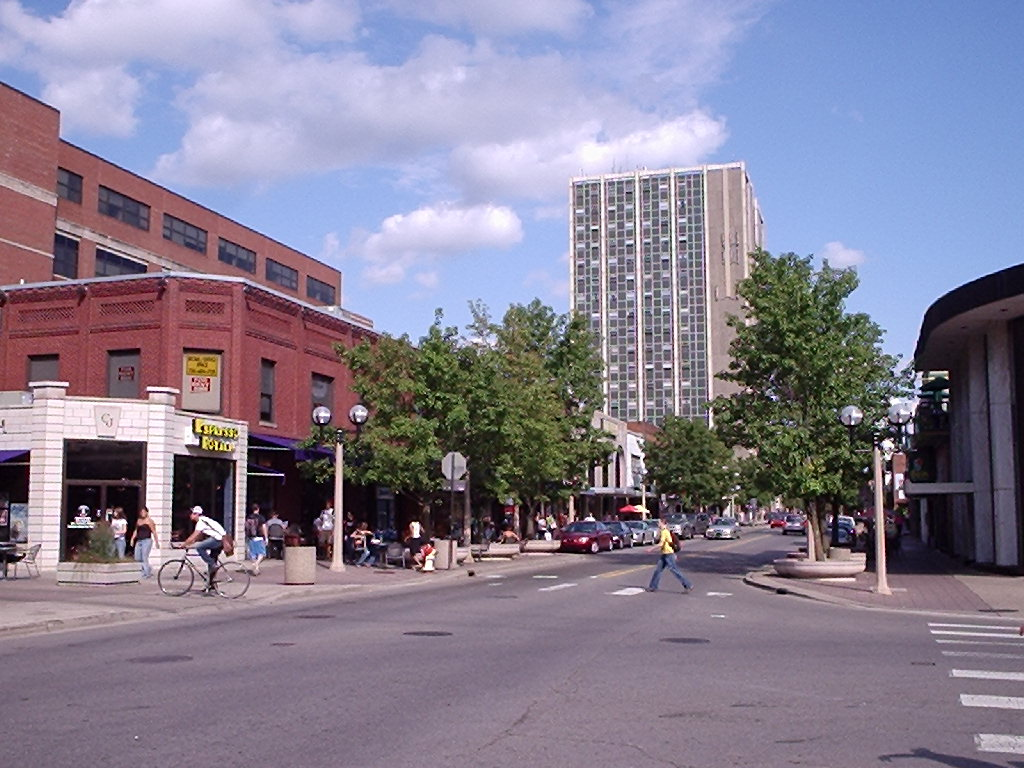
South University通りの風景

2000年国勢調査で、この都市は人口 114,024 人、 45,693 世帯、および 21,704 家族が暮らしている。人口密度は 1,629.9人/km2  (4,221.1人/mi2) である。 675.0/km2 (1,748.0/mi2) の平均的な密度に 47,218 軒の住宅が建っている。この都市の人種的な構成は白人 74.68 %、アフリカン・アメリカン 8.83 %、ネイティブ・アメリカン 0.29 %、アジア系 11.90 %、太平洋諸島系 0.04 %、その他の人種1.21%、及び混血 3.05 % である。ここの人口の 3.34 % はヒスパニックまたはラテン系である。
この都市内の住民は 16.8 % が 18 歳未満の未成年、 18 歳以上 24 歳以下が 26.8 %、 25 歳以上 44 歳以下が 31.2 %、 45 歳以上 64 歳以下が 17.3 %、および 65 歳以上が 7.9 %にわたっている。中央値年齢は 28 歳である。女性 100 人ごとに対して男性は 97.7 人である。 18 歳以上の女性 100 人ごとに対して男性は 96.4 人である。
この都市の世帯ごとの平均的な収入は 46,299 USドルであり、家族ごとの平均的な収入は 71,293 USドルである。男性は 48,880 USドルに対して女性は 36,561 USドルの平均的な収入がある。この都市の一人当たりの収入 (per capita income) は 26,419 USドルである。人口の 16.6 % および家族の 4.6 % は貧困線以下である。全人口のうち 18 歳未満の 7.3 % および 65 歳以上の 5.1 % は貧困線以下の生活を送っている。

## 経済・産業

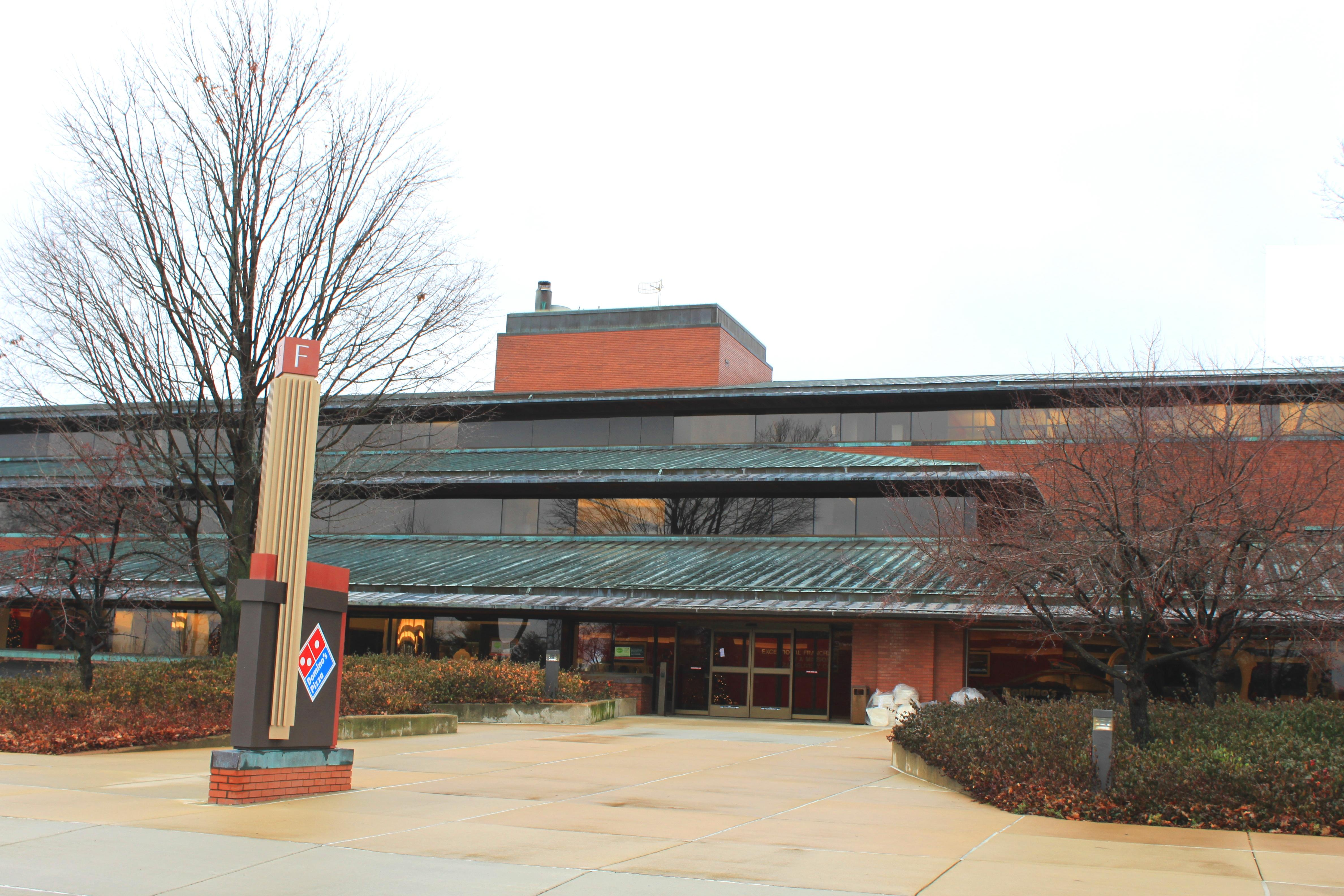
ドミノ・ピザ本社ビル

ミシガン大学は直接・間接にアナーバーの経済を形作っている。大学は医療センターでの 7,500人の職員を含め、約3万人の労働者を雇用しているのに加えて、大学と関連の深い企業も、大学の研究開発費や卒業生の確保を目的にアナーバーに拠点を置いている。市内の多数の診療所、研究室、および関連会社による、公共医療、ハイテク、およびバイオテクノロジーも市経済の重要な要素である。 GM やフォードなどの自動車産業に関連する企業も地域住民を多数雇用している。その他の主要な雇用主は、ドミノ・ピザ、ボーダーズ、 Google である。
市内には多くのハイテク関連企業が存在する。主なものは、ビデオ表示端末のメーカー Ann Arbor Terminals、インターネット交通工学とセキュリティシステムの Arbor Networks、 XML ベースの出版ソフトウェア製作の Arbortext、新聞出版ソフトウェアおよび ASP サービスの MediaSpan Media Software、および ProQuest 等である。ウェブサイトとオンラインメディアに関する企業も市内に多くあり、代表的なものとしてオール・メディア・ガイド、エヴリシング2、ウェザー・アンダーグラウンドなどがある。アナーバーはまたミシガン州情報技術センター(MITC)の所在地でもある。ここには非営利のコンピュータネットワーク研究教育機関である Internet2 と Merit Network も位置している。2006年7月11日に Google は同社のアドワーズプロジェクトのため、 1000名規模のオフィスを同年後半にアナーバーに開設すると発表した。
大手製薬会社であるファイザーは、かつてミシガン大学に次いで 2番目に大きい雇用主であり、市の北東部に大規模な薬学研究施設を構えていた。施設は以前に、ワーナー・ランバートが､更にそれ以前はパーク・デービスが運営していたものである。高脂血症薬のリピトールはこの研究所で開発された。2000年にファイザーへ併合され、施設の所有権もファイザーへ移った。しかし、2008年をもってファイザーはアナーバーより撤退し、その跡地はミシガン大学が買い取った。アナーバーはまた、様々な企業・団体の研究開発拠点が設けられている都市である。代表的なものとしては、ジェネラル・ダイナミクスや、米国海洋大気局（NOAA）、米国環境保護庁（EPA）の国立自動車・燃料排出研究所（National Vehicle and Fuel Emissions Laboratory）、トヨタ自動車の北米における研究開発拠点であるトヨタテクニカルセンターUSA（Toyota Motor Engineering and Manufacturing North America – Toyota Technical Center）の本部などがある。
アナーバーは幾つかの大企業の本社所在地である。全米第2位の大手書店チェーンであるボーダーズは、1971年にアナーバーのステイト・ストリートでトム・ボーダーズとルイス・ボーダーズの兄弟によって 1号店が開店し、1985年から周辺で他のアウトレット店を経営し始めた。ボーダーズ・チェーンは、最初の店と場所は違うものの、依然、本店としてアナーバーに本部を置いている。本店の中では犬を連れて入る事も可能で、レジにはそのような訪問者のためのおやつがいつも備えられている。ドミノ・ピザは1960年に隣接するイプシランティにて創業され、現在は本社をアナーバー北東部にあるドミノ・ファームに置いている。世界第2位のインクメーカーであるフリントインク社もアナーバーを拠点とする会社である。この会社は2005年10月に、シュトゥットガルトに本部を置く XSYSプリント・ソリューションズ社に買収された。その他のアナーバーに本社を置く会社としてはサンドイッチとユダヤ人向け食品のジンガーマンズ・デリカテッセン（Zingerman's Delicatessen）がある。
アナーバーでは多くの生活協同組合が1960年代から1970年代にかけて設立された。現在まで存在するものとしては、人民食品生活協同組合（People's Food Co-op）と、学生向住居協同組合であるミシガン大学生活協同組合（ICC）である。北米学生生活協同組合（NASCO）は、アナーバーに本部を置く学生生活協同組合の協会である。

## 文化
アナーバー市では、文化的なアトラクションやイベントが数多く開催されており、かなりのものがミシガン大学によって後援されている。大学内には無数の舞台芸術のグループがある。大学とは直接関係のない舞台芸術グループとしてはアナーバー市民劇場（Ann Arbor Civic Theatre）、 アーバー・オペラ劇場（Arbor Opera Theater）、アナーバー交響楽団(Ann Arbor Symphony Orchestra)、 アナーバーバレエ劇場（Ann Arbor Ballet Theater）、アナーバーシビックバレエ(Ann Arbor Civic Ballet)（1954年にミシガン州で最初に設立されたバレエ団）、そしてPerformance Networkがある。ステート・ストリート周辺地区には、3つの主要な劇場がある。アナーバー交響楽団の本拠地でも有るミシガンシアター（Michigan Theater）、ステートシアター（State Theater）、そして、ミシガン大学のヒル講堂（Hill Auditoriuｍ）である。メインストリート周辺地域では、小規模のライブハウスやナイトクラブでジャズを始め様々な音楽が上演されている。メインストリート地域、サウス・ステート・ストリート地域、およびサウス・ユニバーシティ通りには比較的規模の大きいレストランが位置している。
大学のキャンパス内には芸術、考古学、博物学、および科学・自然史の各博物館がある。アナーバーの北東の縁に位置するMatthaei 植物園（Matthaei Botanical Gardens）も大学によって運営されている。ダウンタウンの消防署の中にあるハンズ・オン博物館（Ann Arbor Hands-On Museum）は科学技術に関する250以上の体験型展示を有している。
市内には多くの画廊があり、特にダウンタウン地区とミシガン大学キャンパス周辺に多く存在している。
アナーバー市は一人当たりの書店数と本の販売冊数が全米のトップランクに位置している。アナーバー地域図書館はダウンタウンの本館に加えて4箇所に支所を有している。市はジェラルド・R・フォード大統領図書館（Gerald R. Ford Presidential Library）の所在地でもある。
アナーバーの出身者は“Ann Arborite”と呼ばれる。 市自体はしばしばA² ("A-squared")もしくはA2 ("A two")とも呼ばれ、“Tree Town”と呼ばれる事もある。近年、若者の間ではAce Deuce、あるいは単にDeuceという呼称も使われ始めている。

### スポーツ

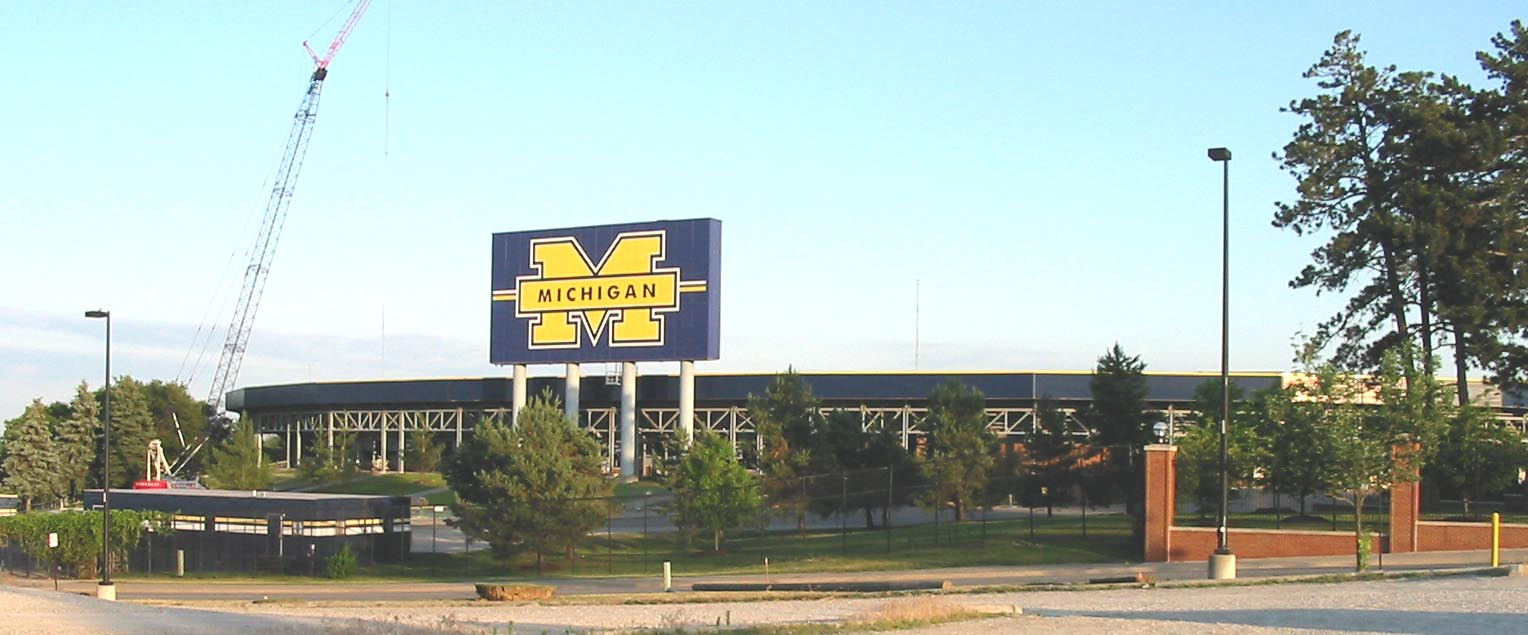
ミシガン・スタジアム

アナーバーは、ビッグ・テン・カンファレンスのメンバーであるミシガン大学の所在地であるため、大学スポーツに関しては良く知られている。 いくつかの有名な大学スポーツ施設が市内に存在しており、主なものは、アナーバーの人口にほぼ等しい約110,000の座席数を誇る、巨大なミシガン・スタジアム、クライスラー・アリーナ（Crisler Arena）、およびヨスト・アイスアリーナ（Yost Ice Arena）である。 またNAIAのメンバーであるコンコルディア大学にもスポーツチームがある。

## 教育

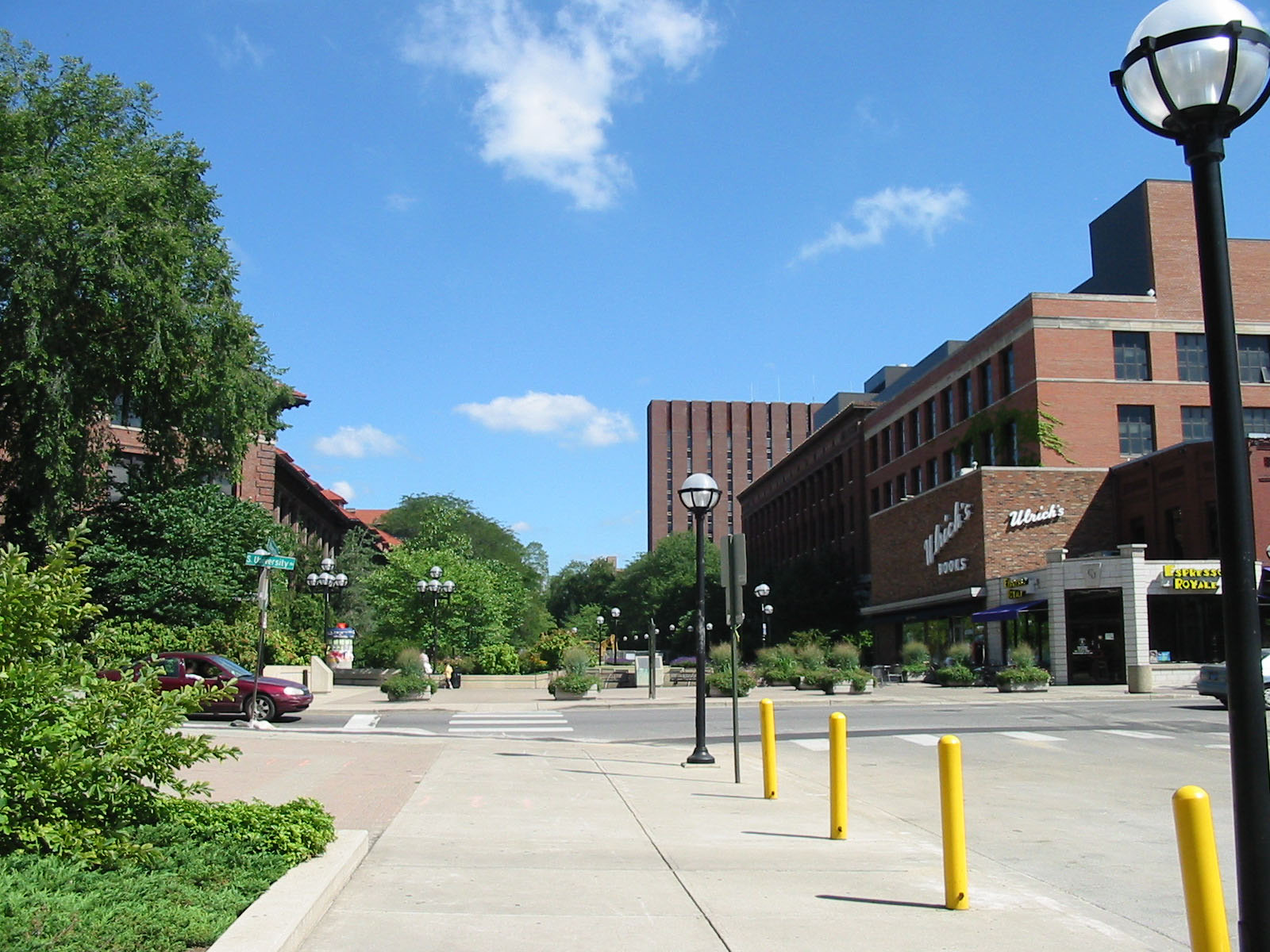
ミシガン大学本部

アナーバーは古くからミシガン大学を中心とする学園都市として発達してきた。大学のキャンパスの大部分は市のダウンタウン地区に有り、街区と混在している。市内に位置する他の大学としては、クリアリー大学（en:Cleary University）、コンコーディア大学（en:Concordia University Ann Arbor）、ワシュテノー・コミュニティ・カレッジ、アベ・マリア法律学校（en:Ave Maria School of Law）がある。 市の周辺には企業の研究施設が立ち並んでいる。

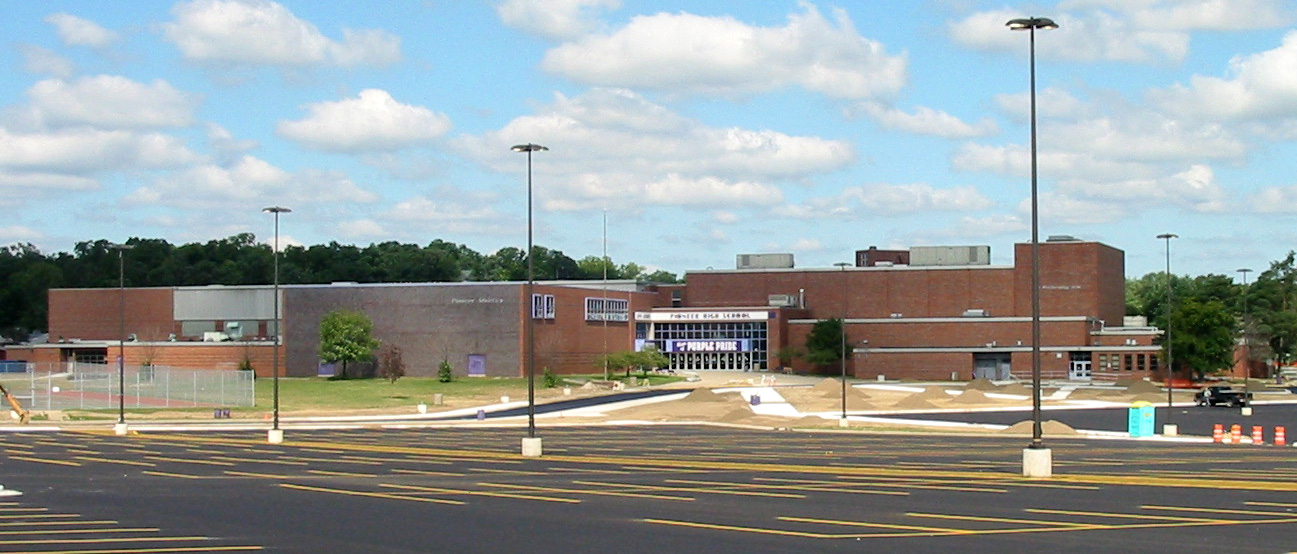
パイオニア高等学校

アナーバー公立学区には合計1万6885人の学生(2004/2005 9月の人数)が登録されていて、21の小学校、5校の中学校、および5校の高等学校から構成されている。高等学校は通常カリキュラムのものではパイオニア高等学校（Pioneer High）とヒューロン高等学校（Huron High）が、オルターナティブ・スクール（alternative school）としてコミュニティ高等学校（Community High）、ストーンスクール高等学校（Stone High School）、ロベルト・クレメンテ（Roberto Clemente Student Development Center）がある。
アナーバー公立学校（AAPS）は地区の住民を対象としたアナーバーオープンと呼ばれるオープンスクールも実施している。またAAPSはCommunity Education and Recreation（’Rec&Ed’） というプログラムを運営し、各種のスポーツや芸術・文化（陶芸、絵画、ガラス、ダンス、音楽、写真）、家庭（料理、ガーデニング、木工、育児等）、外国語に関する講座を地域住民に広く提供している。Eberbach Cultural Arts Building は主にこのプログラムで利用される施設である。AAPSはまた出生直後から幼稚園前まで対応できる保育園と家族センターも運営している。

## 健康
ミシガン大学のメディカル・センターは、世界最大の大学メディカル・センターで、米国の最も優れた病院の1つであると考えられており、2005年のU.S. News and World Report では全米の第11番目に位置づけられた。ミシガン大学ヘルスシステム（UMHS）には大学病院、C.S.モット子供病院、および女性病院が含まれる。 またUMHSは市内の各所で通院診療所を開設している。 日本人向けの体制も準備されており、日本人医師や看護師も勤務している。地域の他の主要医療センターとしては、退役軍人省 によって運用される大規模施設と、隣接するイプシランティ市にあるセント・ジョーゼフ・マーシイ病院がある。

## 交通

### 高速道路
アナーバー市は、州間高速道路94号線（I-94）、国道66号線(US 23）、ミシガン州道8号線（M-14）の三つの高速道路に逆三角形の形で囲まれている。 I-94 を東に約 1 時間でデトロイト市中心部、西に約 4 時間でシカゴに行くことが出来る。市の北部からなら、 M-14 東向から州間高速道路96号線（I-96）東向経由でも同時間でデトロイト市中心部に行ける。

### 大量輸送

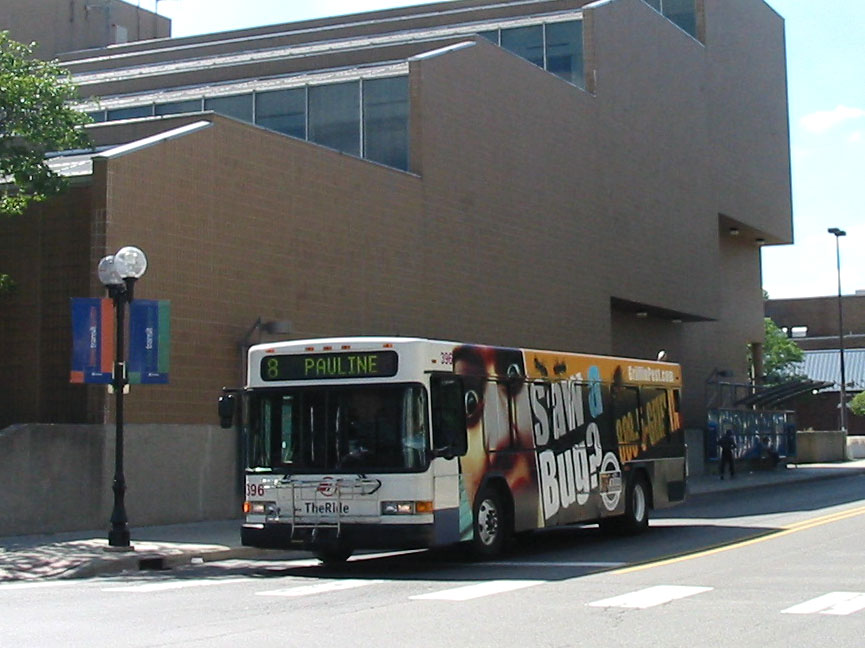
AATA のバス、ダウンタウンのブレイク・トランジット・センター（Blake Transit Center）前にて

公共交通機関は "The Ride" とローカルで知られている、アナーバー交通公社（Ann Arbor Transportation Authority, AATA）によって提供されている。この公社は、アナーバー市内および近郊のイプシランティを通してバス路線を運行している。ここはダウンタウンをハブとし、駅、主要なショッピングモール、ミシガン大学、病院、スタジアム等を繋いでいる。料金は 1 乗車大人 1.25 USドルで 90 分以内の乗換えは無料である。単独の無料バス・サービスはミシガン大学キャンパス構内を運行している。
アムトラックはアナーバーから東のデトロイトおよび西のイリノイ州シカゴ (約 4 時間) へ鉄道サービスを提供している。グレイハウンドによってサービスされたバスディーポも設けられている。

### 空港
アナーバー市営空港（Ann Arbor Municipal Airport, ARB）は I-94 の南に位置する小型機用の空港である。定期便や軍用機は発着せず、自家用機やチャーター便のみが発着するゼネラル・アビエーション用の空港である。
ウイロウ・ラン空港（Willow Run Airport, YIP）は、小型空機によるチャーター便主体の空港である。アナーバー市からは、タクシーまたは車で I-94 （東向）を使い、約 15 分。
デトロイト・メトロポリタン国際空港（DTW）はロームラス市内、この都市の東50キロメートルに位置する。デトロイト地域の主要な空港でデルタ航空のハブ空港となっている。アナーバー市からは、タクシーまたは車で I-94 （東向）を使い、約30分。2012年4月からはAir Rideによるバスサービスが始まり，一日12便，片道約45分で空港とアナーバー市ダウンタウンを結んでいる．

## 公益事業
アナーバー市はヒューロン川および地下水を水源とする上水道サービス、及び下水道サービスを提供している。このサービスのため、市は 1 箇所のメイン貯水池と 3 箇所の遠隔貯水池、 2 箇所の水処理プラント、 4 つのポンプステーション、および 2 個の高架タンクを有している。これら施設は市内の 5 分割された水道区域に上水道を供給している。 これらの施設と共に、市はヒューロン川に 4 つのダムを運用しており、そのうち2箇所は水力発電を実施している。市は廃棄物処理サービスをリサイクル・アナーバーに委託して実施している。その他の公益事業は主に民間企業が実施している。電力とガスは DTE エネルギーおよびコンシューマーズ・エネルギーによって供給されている。 AT&T （ミシガンベル、アメリテック、およびSBCコミュニケーションズの後継会社）はこの地域への主要な有線電話サービス会社である。 また、携帯電話サービスも様々な全米規模の携帯電話事業者（AT&Tモビリティ、ベライゾン・ワイヤレス、スプリント・ネクステル、Tモバイル）から利用可能である。 ケーブルテレビはコムキャストによって提供されている。

## 姉妹都市
()は姉妹都市締結年

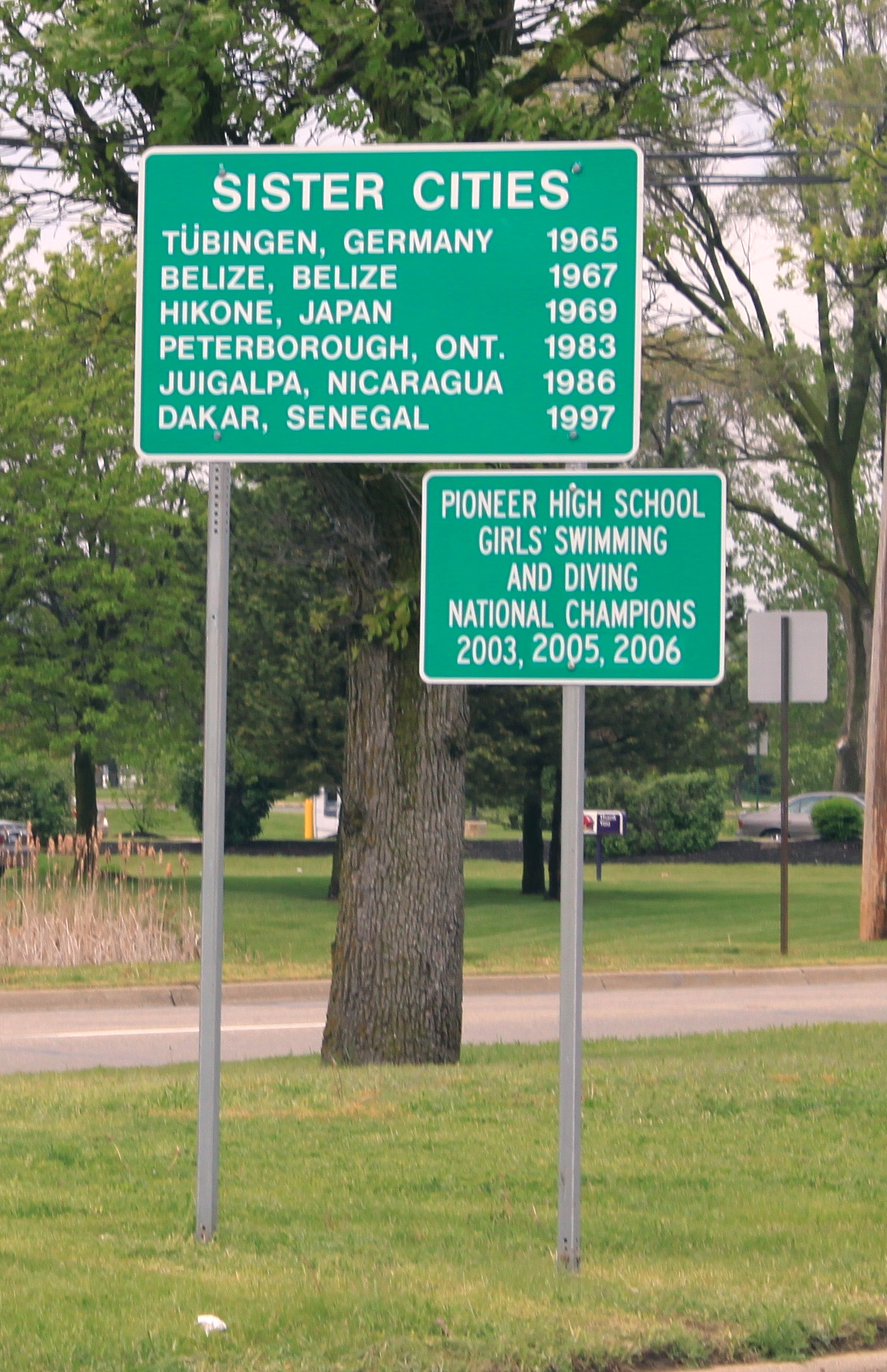
姉妹都市と提携年を示す標柱

- テュービンゲン （ドイツ連邦共和国） (1965年)
- ベリーズシティ （ベリーズ） (1967年)
- 彦根市 （日本） (1969年)
- ピーターボロ （カナダ・オンタリオ州） (1983年)
- フイガルパ（英語版） （ニカラグア） (1986年)
- ダカール （セネガル） (1997年)
- レメディオス（キューバ）（2003年）